# Pyracmon hyalinus
Pyracmon hyalinus là một loài tò vò trong họ Ichneumonidae.